# 6521 Pina
6521 Pina è un asteroide della fascia principale. Scoperto nel 1991, presenta un'orbita caratterizzata da un semiasse maggiore pari a 2,4318324 UA e da un'eccentricità di 0,2256827, inclinata di 9,92711° rispetto all'eclittica.